# Фабія Орестілла
Фабія Орестілла (*Fabia Orestilla, 165—238) — дружина римського імператора Гордіана I.

## Життєпис
Походила із аристократичної родини. Була правнучкою імператора Антоніна Пія. У 192 році вийшла заміж за Гордіана. Про життя відомо замало. Супроводжувала чоловіка по службі. Загинула у 238 році після поразки чоловіка та сина в Африці. Навіть не встигла отримати титул Августи.

## Родина
Чоловік — імператор Гордіан I.
Діти:
- Гордіан
- Антонія Гордіана